# Alexandre Hauw
Alexandre Hauw est un footballeur français né le 22 janvier 1982 à Bourgoin-Jallieu. Il est milieu de terrain.

## Carrière
- 2001-2005 :  Olympique lyonnais (4 matchs, 0 but)
  - 2003-2004 :  FC Rouen (prêt) (16 matchs, 1 but)
  - 2004-2005 :  Clermont Foot (prêt) (21 matchs, 0 but)
- 2005- 2008 :  FC Gueugnon (74 matchs, 6 buts)
- 2008-2011 :  Naval 1er Mai (29 matchs, 1 but)
- 2011-2012 :  Estoril-Praia
- 2012-2013 :  Chasselay[1]

## Palmarès
- Champion de France de Ligue 1 en 2002 et 2003 avec Lyon